# Micrathena furva
Micrathena furva är en spindelart som först beskrevs av Eugen von Keyserling 1892.  Micrathena furva ingår i släktet Micrathena och familjen hjulspindlar. Inga underarter finns listade i Catalogue of Life.